# Harriet (tortuga)
Harriet (c. 15 de noviembre de 1830-23 de junio de 2006) fue una famosa tortuga de las Galápagos hembra (Chelonoidis porteri), se estima que alcanzó una edad de 175 años en el momento de su muerte. Es la cuarta tortuga más longeva del mundo registrada, por detrás de Tu'i Malila, que murió en 1965 a los 188 años, Jonathan, nacido en 1832 y de Adwaita, que falleció en 2006 a los 255 años (todavía no está confirmada su edad). Curiosamente, durante un siglo se creyó que la tortuga era un macho, siendo llamada Harry hasta el momento en que se desveló su verdadero sexo. Harriet llegó a entrar en el Libro Guinness de los Récords como el animal vivo más viejo del mundo cuando tenía 175 años.

## Historia

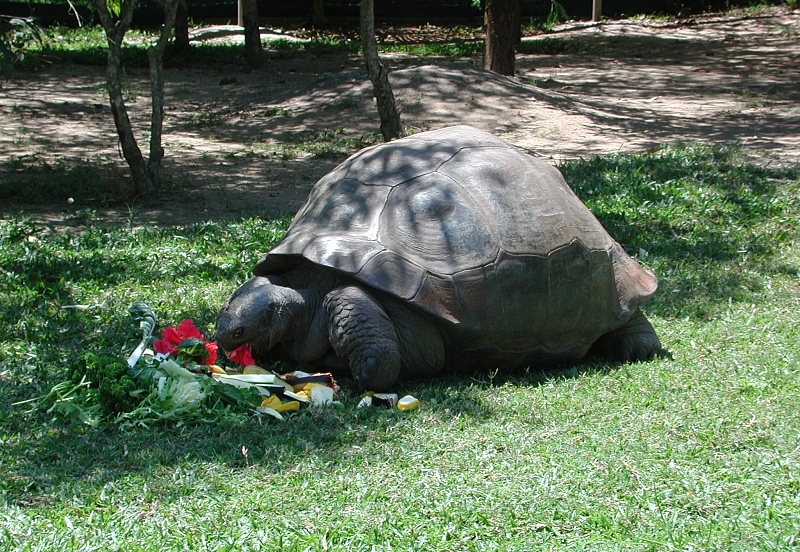
Harriet en el Zoológico de Australia, Queensland (2002).

En un principio se creyó que Harriet fue capturada por Charles Darwin en 1835 en las islas Galápagos. Como la tortuga tenía el tamaño aproximado de un plato, se estimó que debía tener por entonces unos seis años de edad. Sin embargo, la historia respecto a Darwin es probablemente apócrifa. Si bien Darwin capturó tres tortugas y las llevó consigo de vuelta al Reino Unido a bordo del HMS Beagle, las pruebas genéticas indican que Harriet pertenecía a una subespecie endémica de una de las islas Galápagos que no fue visitada por Darwin. Durante 99 años Harriet vivió en los Jardines Botánicos de la ciudad de Brisbane, en Queensland (Australia), siendo posteriormente trasladada al Zoo de Australia, propiedad del cazador de cocodrilos Steve Irwin, lugar donde vivió hasta sus últimos días. 
El 15 de noviembre del año 2005 se celebró su 175 cumpleaños en el Zoo de Australia con una fiesta muy anunciada. Finalmente, Harriet falleció el 25 de junio de 2006, debido a un fallo cardíaco tras una breve enfermedad.

## Ficción
- Harriet, novela para niños de María García Esperón. Libros & Libros. Hillman. Bogotá, 2015